# Mejor quinteto defensivo de la WNBA
El mejor quinteto defensivo de la WNBA (WNBA All-Defensive Team) es un honor anual de la Asociación Nacional de Baloncesto Femenino (Women's National Basketball Association) o (WNBA) otorgado desde la temporada 2005 de la WNBA a las mejores jugadoras defensivas durante la temporada regular. La votación se lleva a cabo entre los entrenadores de la WNBA que no están autorizados a votar a jugadoras de su propio equipo. El equipo defensivo está formado por dos alineaciones de cinco mujeres, un primer y un segundo equipo, que comprende un total de 10 lugares en la plantilla. Las jugadoras cada una reciben dos puntos por cada voto para el primer equipo y un punto por cada voto para el segundo equipo. Las cinco jugadoras con el mayor número de puntos se colocan en el primer equipo, las siguientes cinco se colocan en el segundo equipo. Los equipos se colocan de acuerdo a las posiciones. Por ejemplo, si ya existe una Pívot en el primer equipo, pero otra Pívot recibió más puntos que dos Base en el primer equipo, el Pívot seguirá estando en el segundo equipo.
Tamika Catchings tiene el récord de selecciones totales con doce. Este honor se le dio por primera vez en 2005, siendo elegida consecutivamente hasta el 2013 en el primer equipo, en el 2014 quedó en el segundo equipo, en el 2015 vuelve a ser elegida en el primer equipo y en 2016 en el segundo equipo.

## Ganadoras
| Jugadora (#)          | Indica el número de veces que ha sido elegido                        |
| Jugadora (en negrita) | Indica que ganó el premio al Mejor Defensora de la WNBA el mismo año |

| Temporada | Primer Equipo         | Primer Equipo            | Segundo Equipo          | Segundo Equipo           |
| Temporada | Jugadora              | Equipo                   | Jugadora                | Equipo                   |
| --------- | --------------------- | ------------------------ | ----------------------- | ------------------------ |
| 2005      | Tamika Catchings      | Indiana Fever            | Lauren Jackson          | Seattle Storm            |
| 2005      | Sheryl Swoopes        | Houston Comets           | Taj McWilliams-Franklin | Connecticut Sun          |
| 2005      | Yolanda Griffith      | Sacramento Monarchs      | Lisa Leslie             | Los Angeles Sparks       |
| 2005      | Tully Bevilaqua       | Indiana Fever            | Alana Beard             | Washington Mystics       |
| 2005      | Katie Douglas         | Connecticut Sun          | Deanna Nolan            | Detroit Shock            |
| 2006      | Tamika Catchings (2)  | Indiana Fever            | Alana Beard (2)         | Washington Mystics       |
| 2006      | Lisa Leslie (2)       | Los Angeles Sparks       | Margo Dydek             | Connecticut Sun          |
| 2006      | Sheryl Swoopes (2)    | Houston Comets           | Deanna Nolan (2)        | Detroit Shock            |
| 2006      | Tully Bevilaqua (2)   | Indiana Fever            | Cheryl Ford             | Detroit Shock            |
| 2006      | Katie Douglas (2)     | Connecticut Sun          | Yolanda Griffith (2)    | Sacramento Monarchs      |
| 2007      | Tamika Catchings (3)  | Indiana Fever            | Tully Bevilaqua (3)     | Indiana Fever            |
| 2007      | Lauren Jackson (2)    | Seattle Storm            | Rebekkah Brunson        | Sacramento Monarchs      |
| 2007      | Katie Douglas (3)     | Connecticut Sun          | Margo Dydek (2)         | Connecticut Sun          |
| 2007      | Alana Beard (3)       | Washington Mystics       | Loree Moore             | New York Liberty         |
| 2007      | Deanna Nolan (3)      | Detroit Shock            | Chelsea Newton          | Sacramento Monarchs      |
| 2008      | Lisa Leslie (4)       | Los Angeles Sparks       | Sylvia Fowles           | Chicago Sky              |
| 2008      | Tamika Catchings (4)  | Indiana Fever            | Lauren Jackson (4)      | Seattle Storm            |
| 2008      | Sophia Young          | San Antonio Silver Stars | Rebekkah Brunson (2)    | Sacramento Monarchs      |
| 2008      | Ticha Penicheiro      | Sacramento Monarchs      | Deanna Nolan (4)        | Detroit Shock            |
| 2008      | Tully Bevilaqua (4)   | Indiana Fever            | Katie Smith             | Detroit Shock            |
| 2009      | Tamika Catchings (5)  | Indiana Fever            | Lisa Leslie (5)         | Los Angeles Sparks       |
| 2009      | Lauren Jackson (5)    | Seattle Storm            | Sancho Lyttle           | Atlanta Dream            |
| 2009      | Nicky Anosike         | Minnesota Lynx           | Angel McCoughtry        | Atlanta Dream            |
| 2009      | Tanisha Wright        | Seattle Storm            | Deanna Nolan (5)        | Detroit Shock            |
| 2009      | Tully Bevilaqua (5)   | Indiana Fever            | Candace Parker          | Los Angeles Sparks       |
| 2009      |                       |                          | Alana Beard (4)         | Washington Mystics       |
| 2010      | Tamika Catchings (6)  | Indiana Fever            | Lauren Jackson (6)      | Seattle Storm            |
| 2010      | Angel McCoughtry (2)  | Atlanta Dream            | Rebekkah Brunson (3)    | Minnesota Lynx           |
| 2010      | Sylvia Fowles (2)     | Chicago Sky              | Sancho Lyttle (2)       | Atlanta Dream            |
| 2010      | Tanisha Wright (2)    | Seattle Storm            | Lindsey Harding         | Washington Mystics       |
| 2010      | Cappie Pondexter      | New York Liberty         | Tully Bevilaqua (6)     | Indiana Fever            |
| 2010      |                       |                          | Katie Douglas (4)       | Indiana Fever            |
| 2011      | Tamika Catchings (7)  | Indiana Fever            | Sancho Lyttle (3)       | Atlanta Dream            |
| 2011      | Rebekkah Brunson (4)  | Minnesota Lynx           | Swin Cash               | Seattle Storm            |
| 2011      | Sylvia Fowles (3)     | Chicago Sky              | Tina Charles            | Connecticut Sun          |
| 2011      | Tanisha Wright (3)    | Seattle Storm            | Armintie Price          | Atlanta Dream            |
| 2011      | Angel McCoughtry (3)  | Atlanta Dream            | Katie Douglas (5)       | Indiana Fever            |
| 2012      | Tamika Catchings (8)  | Indiana Fever            | Sophia Young            | San Antonio Silver Stars |
| 2012      | Sancho Lyttle (4)     | Atlanta Dream            | Candace Parker (2)      | Los Angeles Sparks       |
| 2012      | Sylvia Fowles (4)     | Chicago Sky              | Tina Charles (2)        | Connecticut Sun          |
| 2012      | Alana Beard (5)       | Los Angeles Sparks       | Armintie Price (2)      | Atlanta Dream            |
| 2012      | Briann January        | Indiana Fever            | Danielle Robinson       | San Antonio Silver Stars |
| 2013      | Sylvia Fowles (5)     | Chicago Sky              | Rebekkah Brunson (5)    | Minnesota Lynx           |
| 2013      | Tamika Catchings (9)  | Indiana Fever            | Glory Johnson           | Tulsa Shock              |
| 2013      | Angel McCoughtry (4)  | Atlanta Dream            | Erika De Souza          | Atlanta Dream            |
| 2013      | Armintie Price (3)    | Atlanta Dream            | Briann January (2)      | Indiana Fever            |
| 2013      | Tanisha Wright (4)    | Seattle Storm            | Jia Perkins             | San Antonio Silver Stars |
| 2013      |                       |                          | Danielle Robinson (2)   | San Antonio Silver Stars |
| 2014      | Brittney Griner       | Phoenix Mercury          | Alana Beard (6)         | Los Angeles Sparks       |
| 2014      | Sancho Lyttle (5)     | Atlanta Dream            | Tamika Catchings (10)   | Indiana Fever            |
| 2014      | Briann January (3)    | Indiana Fever            | Danielle Robinson (3)   | San Antonio Silver Stars |
| 2014      | Angel McCoughtry (5)  | Atlanta Dream            | Sylvia Fowles (6)       | Chicago Sky              |
| 2014      | Tanisha Wright (5)    | Seattle Storm            | Maya Moore              | Minnesota Lynx           |
| 2015      | Brittney Griner (2)   | Phoenix Mercury          | Kiah Stokes             | New York Liberty         |
| 2015      | Tamika Catchings (11) | Indiana Fever            | Tanisha Wright (6)      | New York Liberty         |
| 2015      | Briann January (4)    | Indiana Fever            | DeWanna Bonner          | Phoenix Mercury          |
| 2015      | Angel McCoughtry (6)  | Atlanta Dream            | Sancho Lyttle (6)       | Atlanta Dream            |
| 2015      | Nneka Ogwumike        | Los Angeles Sparks       | Tina Charles (3)        | New York Liberty         |
| 2016      | Sylvia Fowles (7)     | Minnesota Lynx           | Brittney Griner (3)     | Phoenix Mercury          |
| 2016      | Alana Beard (7)       | Los Angeles Sparks       | Tamika Catchings (12)   | Indiana Fever            |
| 2016      | Angel McCoughtry (7)  | Atlanta Dream            | Breanna Stewart         | Seattle Storm            |
| 2016      | Nneka Ogwumike (2)    | Los Angeles Sparks       | Tanisha Wright (7)      | New York Liberty         |
| 2016      | Briann January (5)    | Indiana Fever            | Jasmine Thomas          | Connecticut Sun          |
| 2017      | Alana Beard (8)       | Los Angeles Sparks       | Brittney Griner (4)     | Phoenix Mercury          |
| 2017      | Sylvia Fowles (8)     | Minnesota Lynx           | Alyssa Thomas           | Connecticut Sun          |
| 2017      | Nneka Ogwumike (3)    | Los Angeles Sparks       | Rebekkah Brunson (6)    | Minnesota Lynx           |
| 2017      | Jasmine Thomas (2)    | Connecticut Sun          | Maya Moore (2)          | Minnesota Lynx           |
| 2017      | Tina Charles (4)      | New York Liberty         | Briann January (6)      | Indiana Fever            |
| 2018      | Alana Beard (9)       | Los Angeles Sparks       | Sylvia Fowles (9)       | Minnesota Lynx           |
| 2018      | Brittney Griner (5)   | Phoenix Mercury          | Rebekkah Brunson (7)    | Minnesota Lynx           |
| 2018      | Natasha Howard        | Seattle Storm            | Nneka Ogwumike (4)      | Los Angeles Sparks       |
| 2018      | Jessica Breland       | Atlanta Dream            | Ariel Atkins            | Washington Mystics       |
| 2018      | Jasmine Thomas (3)    | Connecticut Sun          | Tiffany Hayes           | Atlanta Dream            |
| 2019      | Natasha Howard (2)    | Seattle Storm            | Brittney Griner (6)     | Phoenix Mercury          |
| 2019      | Jonquel Jones         | Connecticut Sun          | Ariel Atkins (2)        | Washington Mystics       |
| 2019      | Jasmine Thomas (4)    | Connecticut Sun          | Alysha Clark            | Seattle Storm            |
| 2019      | Nneka Ogwumike (5)    | Los Angeles Sparks       | Alyssa Thomas (2)       | Connecticut Sun          |
| 2019      | Jordin Canada         | Seattle Storm            | Nathasha Cloud          | Washington Mystics       |
| 2020      | Alysha Clark (2)      | Seattle Storm            | Breanna Stewart (2)     | Seattle Storm            |
| 2020      | Bethnijah Laney       | Atlanta Dream            | Napheesa Collier        | Minnesota Lynx           |
| 2020      | Brianna Turner        | Phoenix Mercury          | Ariel Atkins (3)        | Washington Mystics       |
| 2020      | Alyssa Thomas (3)     | Connecticut Sun          | Brittney Sykes          | Los Angeles Sparks       |
| 2020      | Elizabeth Williams    | Atlanta Dream            | A'ja Wilson             | Las Vegas Aces           |
| 2021      | Brittney Sykes (2)    | Los Angeles Sparks       | Jasmine Thomas (5)      | Connecticut Sun          |
| 2021      | Briann January (7)    | Connecticut Sun          | Ariel Atkins (4)        | Washington Mystics       |
| 2021      | Jonquel Jones (2)     | Connecticut Sun          | Breanna Stewart (3)     | Seattle Storm            |
| 2021      | Brianna Turner (2)    | Phoenix Mercury          | Brionna Jones           | Connecticut Sun          |
| 2021      | Sylvia Fowles (10)    | Minnesota Lynx           | Brittney Griner (7)     | Phoenix Mercury          |
| 2022      | Nathasha Cloud (2)    | Washington Mystics       | Brittney Sykes (3)      | Los Angeles Sparks       |
| 2022      | Ariel Atkins (5)      | Washington Mystics       | Gabby Williams          | Seattle Storm            |
| 2022      | A'ja Wilson (2)       | Las Vegas Aces           | Alyssa Thomas (4)       | Connecticut Sun          |
| 2022      | Breanna Stewart (4)   | Seattle Storm            | Jonquel Jones (3)       | Connecticut Sun          |
| 2022      | Sylvia Fowles (11)    | Minnesota Lynx           | Ezi Magbegor            | Seattle Storm            |
| 2023      | A'ja Wilson (3)       | Las Vegas Aces           | Bethnijah Laney (2)     | New York Liberty         |
| 2023      | Alyssa Thomas (5)     | Connecticut Sun          | Ezi Magbegor (2)        | Seattle Storm            |
| 2023      | Brittney Sykes (4)    | Washington Mystics       | Nneka Ogwumike (6)      | Los Angeles Sparks       |
| 2023      | Breanna Stewart (5)   | New York Liberty         | Napheesa Collier (2)    | Minnesota Lynx           |
| 2023      | Jordin Canada         | Los Angeles Sparks (2)   | Elizabeth Williams (2)  | Chicago Sky              |
| 2024      | Napheesa Collier (3)  | Minnesota Lynx           | Alyssa Thomas (6)       | Connecticut Sun          |
| 2024      | A'ja Wilson (4)       | Las Vegas Aces           | Alanna Smith            | Minnesota Lynx           |
| 2024      | Ezi Magbegor (3)      | Seattle Storm            | Nneka Ogwumike (7)      | Seattle Storm            |
| 2024      | DiJonai Carrington    | Connecticut Sun          | Jonquel Jones (4)       | New York Liberty         |
| 2024      | Breanna Stewart (6)   | New York Liberty         | Nathasha Cloud (3)      | Phoenix Mercury          |